# 24h Le Mans 1929
24h Le Mans 1929 – 7. edycja długodystansowego wyścigu 24h Le Mans. Wyścig odbył się w dniach 15–16 czerwca 1929, udział w nim wzięło 50 kierowców z 4 państw.

## Informacje
| Statystyki                  | Statystyki          |
| --------------------------- | ------------------- |
| Długość okrążenia           | 16,340 km           |
| Dystans wyścigu             | 2 843,830 km        |
| Średnia prędkość            | 118,492 km/h        |
| Przewaga lidera             | 114,452 km          |
| Najszybsze okrążenie        | Henry Birkin (7:21) |
| Kierowcy według narodowości |                     |
| Francja                     | 27                  |
| Wielka Brytania             | 21                  |
| Monako                      | 1                   |
| Stany Zjednoczone           | 1                   |
| Łącznie                     | 50                  |

## Wyniki wyścigu
| Poz.  | Klasa | Nr | Zespół                          | Kierowcy                                | Samochód                          | Silnik                 | Okrążenia |
| ----- | ----- | -- | ------------------------------- | --------------------------------------- | --------------------------------- | ---------------------- | --------- |
| 1     | 8.0   | 1  | Bentley Motors Ltd.             | Woolf Barnato Henry Birkin              | Bentley Speed Six                 | Bentley 6.6L I6        | 174       |
| 2     | 5.0   | 9  | Bentley Motors Ltd.             | Jack Lawson Dunfee Glen Kidston         | Bentley 4½ Litre                  | Bentley 4.4L I4        | 167       |
| 3     | 5.0   | 10 | Bentley Motors Ltd.             | Dr Dudley Benjafield André d'Erlanger   | Bentley 4½ Litre                  | Bentley 4.4L I4        | 159       |
| 4     | 5.0   | 8  | Bentley Motors Ltd.             | Frank Clement Jean Chassagne            | Bentley 4½ Litre                  | Bentley 4.4L I4        | 156       |
| 5     | 8.0   | 5  | Stutz Paris                     | Guy Bouriat Philippe de Rothschild      | Stutz DV32                        | Stutz 5.3L Turbo I8    | 153       |
| 6     | 5.0   | 14 | –                               | Henri Stoffel Robert Benoist            | Chrysler 75                       | Chrysler 4.1L I6       | 152       |
| 7     | 5.0   | 15 | –                               | Cyril de Vere Marcel Mongin             | Chrysler 77                       | Chrysler 4.1L I6       | 149       |
| 8     | 1.5   | 21 | –                               | Kenneth Peacock Sammy Newsome           | Lea-Francis Hyper TT              | Meadows 1.5L Turbo I4  | 135       |
| 9     | 1.1   | 26 | Pierre Fenaille                 | Louis Balart Louis Debeugny             | Tracta                            | S.C.A.P 1.0L Turbo I4  | 128       |
| 10    | 1.1   | 27 | Pierre Fenaille                 | Jean-Albert Grégoire Fernand Vallon     | Tracta                            | S.C.A.P. 1.0L Turbo I4 | 126       |
| 11 NU | 8.0   | 6  | Colonel Warwick Wright          | Capt. George E.T. Eyston Richard Watney | Stutz DV32                        | Stutz 5.3L Turbo I8    | 104       |
| 12 NU | 1.5   | 20 | Bollack, Netter et Cie (B.N.C.) | Lucien Desvaux Auguste Garalp           | B.N.C.                            | B.N.C. 1.5L I4         | 88        |
| 13 NU | 5.0   | 7  | –                               | A.C. Saunders-Davies C.W. Fiennes       | Invicta S-Type                    | Meadows 4.5L I6        | 78        |
| 14 NU | 2.0   | 19 | –                               | W.R. Hutchinson R.F. Turner             | S.A.R.A. SP7                      | S.A.R.A. 1.8L I4       | 73        |
| 15 NU | 1.1   | 25 | Pierre Fenaille                 | Lucien Lemesle Maurice Benoist          | Tracta                            | S.C.A.P. 1.0L Turbo I4 | 70        |
| 16 NU | 8.0   | 4  | C.T. Weymann                    | Éduoard Brisson Louis Chiron            | Stutz DV32                        | Stutz 5.3L Turbo I8    | 65        |
| 17 NU | 1.1   | 24 | Pierre Fenaille                 | Roger Bourcier „Tribaudot”              | Tracta                            | S.C.A.P. 1.0L Turbo I4 | 43        |
| 18 NU | 2.0   | 16 | Fox & Nichol                    | Tim Rose-Richards Brian E. Lewis        | Lagonda OH                        | Lagonda 2.0L I4        | 29        |
| 19 NU | 1.1   | 29 | Bollack, Netter et Cie (B.N.C.) | Jean Lajeune Maurice Faure              | B.N.C.                            | B.N.C. 1.0L I4         | 24        |
| 20 NU | 2.0   | 18 | –                               | Gaston Mottet Douglas Hawkes            | S.A.R.A. SP7                      | S.A.R.A. 1.8L I4       | 22        |
| 21 NU | 1.5   | 22 | –                               | Cyril Paul William Urquhart Dykes       | Alvis 12/75                       | Alvis 1.5L Turbo I4    | 21        |
| 22 NU | 8.0   | 2  | –                               | Alfredo Luis Miranda Charles Moran Jr   | Du Pont Model G Speedster Le Mans | Continental 5.3L I8    | 20        |
| 23 NU | 1.1   | 30 | –                               | Michel Doré Jean Treunet                | B.N.C.                            | B.N.C. 1.0L I4         | 15        |
| 24 NU | 750   | 31 | –                               | „Trillaud” Henri Lachner                | D'Yrsan                           | Ruby 0.7 I4            | 9         |
| 25 NU | 5.0   | 11 | Bentley Motors Ltd.             | Bernard Rubin Francis Curzon            | Bentley 4½ Litre                  | Bentley 4.4L I6        | 7         |
| Poz.  | Klasa | Nr | Zespół                          | Kierowcy                                | Samochód                          | Silnik                 | Okrążenia |

| Legenda | Legenda                       |
| ------- | ----------------------------- |
| 4       | Zwycięzcy poszczególnych klas |
| 7       | Najszybsze okrążenie          |
| 31 NU   | Nie ukończyli                 |